# 愛爾蘭皇家外科醫學院
爱尔兰皇家外科医学院（英語：Royal College of Surgeons in Ireland，简称RCSI），成立于1784年，是所私立医科大学。爱尔兰皇家外科医学院位于爱尔兰的都柏林市。由于爱尔兰共和国曾经是大英帝国的一部份，名称上还保有【皇家】二字。
爱尔兰皇家外科医学院下分为医学部，物理治疗部和药学部。物理治疗学士课程为期三年。 药学部学士课程为期四年。医学部分为学士前和学士后入学。 高中毕业者可依学士前申请办法办理入学申请，为期五至六年。 大学毕业者可依学士后入学申请办法办理入学申请，为期四至五年。爱尔兰皇家外科医学院医学部的美国大学毕业申请者是以美国医学院入学考试【MCAT】，大学成绩及教授推荐函为入学审查标准。再类似的情况下，澳洲大学毕业申请者是以澳洲学士后医学院入学考试【GAMSAT】及大学成绩为入学审查标准。
爱尔兰共和国属英语系国家。爱尔兰皇家外科医学院授课语言为英语。
2018年，爱尔兰皇家外科医学院和都柏林大学合作在马来西亚槟城合作，成立了爱尔兰皇家外科医学院和都柏林大学马来西亚分校。

## 創辦歷史
在醫學院1784年創辦之前，愛爾蘭的醫學教育及醫療監督管理是由理髮醫師公會【Barber Surgeons' Guild】負責。在十八世紀的歐洲，醫療及衛生體系常在沒有細分的情況下與理髮公會，牙醫公會統籌管理。由於工業革命的影響，使得醫學上有明顯的進步。這也導致西方社會逐漸把醫學以更專門的學科來加以歸類。在1784年的二月十一日，愛爾蘭皇家外科醫學院在都柏林市的羅頓達醫院宣布成立並同時爭取到了大英帝國皇家特許狀。成立之初，愛爾蘭皇家外科醫學院並不是一所醫學教育機構，而是類似於公會一樣的組織。皇家特許狀於1844年由英女皇維多利亞擴增其權限並把原有的畢業醫學生二分為醫學士及醫學研究員。在這之後，歷經了愛爾蘭自由邦與愛爾蘭共和國的成立醫學院才慢慢的衍生成為一個私立的醫學教育機構。自1980年代以來RCSI醫學訓練的中心是一直以貝歐蒙特醫院為主。

## 國際醫學上的合作及貢獻
愛爾蘭皇家外科醫學院除了在學員的錄取上主張多國籍地球村的概念之外，在世界各地也都有設立常駐據點。同時，早在南非還實行種族隔離政策時，醫學院就已開始幫助弱勢族群接受醫學教育。愛爾蘭皇家外科醫學院阿聯酋的杜拜分校於2005年時成立，目前並有醫療管理的碩士課程。在巴林設有巴林分校（RCSI-Bahrain）。愛爾蘭皇家外科醫學院與世界其他醫學院也有深入的學術聯繫。馬來西亞檳城醫學院學生可以選擇性的到愛爾蘭皇家外科醫學院選修基本醫學課程。在實習部分，愛爾蘭皇家外科醫學院有與其他世界各地大學合作，包括美國哥倫比亞大學，賓州大學及塔夫次大學。非正式性的交流也包含了約翰·霍普金斯大學及梅約診所。

## 榮譽會員

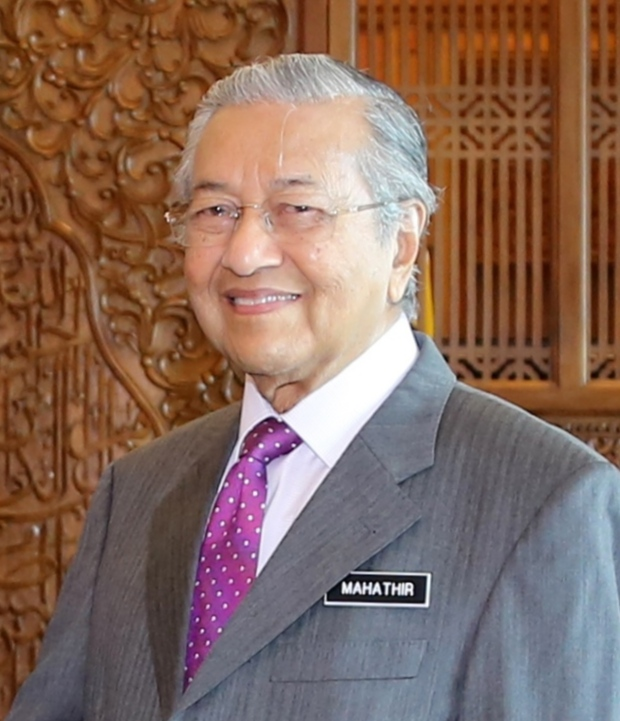
马来西亚前首相马哈迪·莫哈末曾于1991年10月3日获得该校的荣誉会员

- 法國微生物學家路易·巴斯德博士 (1886)
- 美國明尼蘇達州馬優醫院創辦人威廉馬優及查爾斯馬優兄弟 (1921)
- 沙烏地阿拉伯阿卜杜拉·本·阿卜杜勒·阿齊茲親王 (1988)
- 马来西亚首相马哈迪·莫哈末 (1991年10月3日[1])
- 馬來西亞最高元首蘇丹拉賈·圖恩·阿茲蘭·沙阿 (1991年10月3日[2])
- 愛爾蘭前總統瑪麗·羅賓遜 (1994)
- 巴林前最高元首蘇爾曼·佳里發 (1995)
- 印度諾貝爾和平獎得主德蕾莎修女 (1995)
- 南非前總統曼德拉 (1996)
- 英國外科教授亞福列得·庫協力爵士 (1996)
- 英國諾貝爾文學獎得主西馬斯·韓力教授 (1998)
- 愛爾蘭總統瑪麗·麥亞烈斯 (1998)
- 馬來西亞前最高元首蘇丹沙拉胡丁 (2000)
- 阿聯前副總統馬可通 (2004)